# Gymnosoma sicula
Gymnosoma sicula là một loài ruồi trong họ Tachinidae.